# ツェーリンギア (小惑星)
ツェーリンギア（421 Zahringia）は、小惑星帯に位置する小さな小惑星である。古在由秀はかなり小規模な小惑星族を代表する小惑星としている。
マックス・ヴォルフがハイデルベルクで発見し、バーデン辺境伯やツェーリンゲン大公といったドイツ南西部の領邦君主を輩出したツェーリンゲン家にちなんで名づけられた。